# Rijksmuseumgebouw

Plattegrond Museumstraat en Rijksmuseumgebouw.

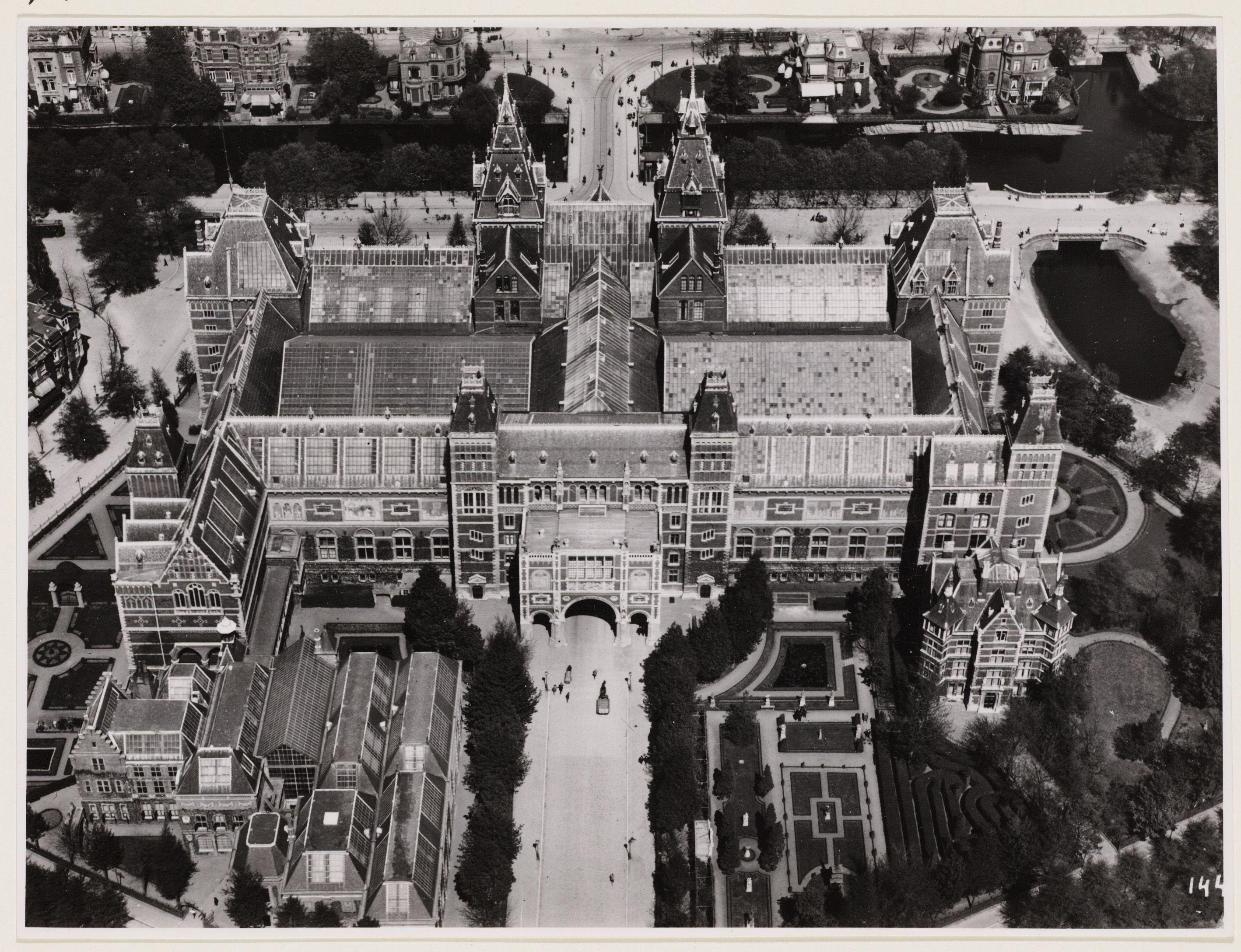
Luchtfoto van het Rijksmuseum in 1921 noordwaarts gezien vanuit het Museumplein. Linksvoor de Druckeruitbouw, fragmentengebouw en bibliotheek.

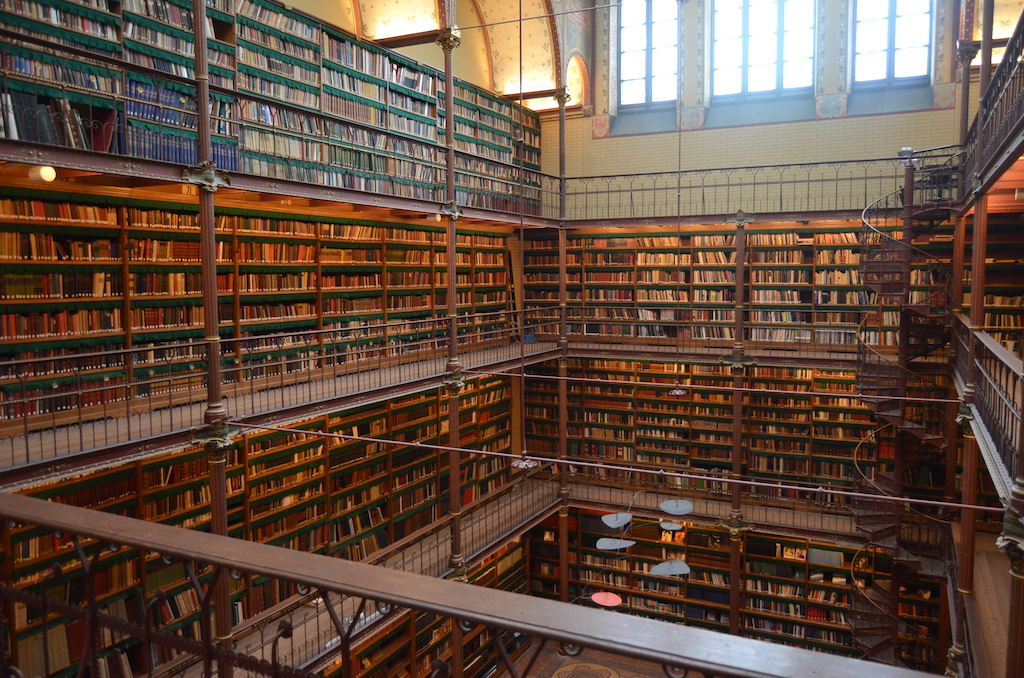
De bibliotheek van het Rijksmuseum Amsterdam; 2015.

Het Rijksmuseumgebouw in Amsterdam uit 1885 huisvest het hoofdgedeelte van het Rijksmuseum Amsterdam. Het is speciaal voor dit doel ontworpen door de Nederlandse architect P.J.H. Cuypers. Het gebouw is eigendom van de Staat der Nederlanden en wordt beheerd door het Rijksvastgoedbedrijf.

## Bouwgeschiedenis
In 1862 werd door een aantal inwoners van Amsterdam een stichting gevormd om te komen tot de bouw van een 'Museum Koning Willem de Eerste'. Secretaris van de commissie werd Joseph Alberdingk Thijm. Opzet was een representatief onderkomen voor te bereiden voor het Nederlands cultureel erfgoed dat zich toentertijd nog in het te kleine en brandgevaarlijke Trippenhuis in Amsterdam bevond. Met de naamgeving wilden de initiatiefnemers eer doen aan de nagedachtenis van de persoon die zowel de stichting van het koninkrijk belichaamde, alsook de zorg van de Nederlandse kunst, met name omdat hij zich beijverd had om het eind achttiende eeuw door Frankrijk geroofde kunstbezit terug te krijgen. Daarnaast moest het gebouw een monument krijgen ter nagedachtenis aan de gebeurtenissen van 1813, toen Napoleon definitief verslagen werd, Willem via Scheveningen terugkeerde naar zijn vaderland en zichzelf uitriep tot soeverein der Nederlanden.
Er werd een prijsvraag uitgeschreven met in de jury onder meer de architecten Johan Metzelaar, A.N. Godefroy en W.N. Rose. Een plaats van vestiging was evenwel niet door de commissie bepaald. Uit 21 uitzendingen werd het ontwerp gekozen van vader en zoon Emil en Ludwig Lange uit München. P.J.H. Cuypers werd tweede. Deze had liefst vier ontwerpen ingediend; twee met een gotisch karakter en als alternatief had hij beide ook nog in renaissancestijl uitgewerkt. De eveneens Nederlandse architect L.H. Eberson kreeg een eervolle vermelding. De jury oordeelde dat geen van de inzendingen voldeed en jurylid Godefroy kreeg in 1864 de opdracht zelf een ontwerp te maken. Hij kon echter niet garanderen dat hij onder de voorgestelde aanneemsom van 500.000 gulden kon blijven en zijn medewerking werd opgezegd. Alberdingk Thijm was het daar niet mee eens en vertrok als secretaris. Een jaar later werd Eberson gevraagd, maar zijn ontwerpplan kwam uit op 700.000 gulden, dus ook dat werd verworpen.
De plannen voor de bouw kwamen in een stroomversnelling toen op 4 december 1872 de Tweede Kamer geld toezegde en op 1 april het jaar daarop werd een nieuwe bouwcommissie ingesteld. De gemeente Amsterdam speelde daarop in en op 2 juli 1873 stelde de gemeenteraad 1,69 hectare gemeentelijke bouwgrond gratis beschikbaar, evenals een bedrag van 100.000 gulden. Als kers op de taart werd toegezegd om de gemeentelijke schilderijenverzameling aan het nieuw te bouwen museum in bruikleen af te staan.
Voor een nieuwe prijsvraag werden vier architecten uitgenodigd. Dat waren Eberson, Cuypers, Hugo Pieter Vogel (die in 1865 een prijsvraag had gewonnen voor de bouw van een paleis voor de Staten-Generaal) en Cornelis Outshoorn, de architect van het Paleis voor Volksvlijt en het Amstelhotel, beide in Amsterdam. Outshoorn overleed al snel, maar er werd geen nieuwe, vierde architect aangezocht. Deze keer was het plan het museum te vernoemen naar koning Willem III. In het eisenpakket werd vastgelegd dat de vormgeving van het museum de bestemming moest uitdrukken van Nederlandse schilderijen uit vooral de zestiende en zeventiende eeuw. De gemeente Amsterdam verlangde dat het museumgebouw drie poortingangen zou krijgen. Uiteindelijk werd besloten er slechts één in de plannen te handhaven. Een andere eis was dat de bouw niet duurder mocht worden dan één miljoen gulden. Cuypers won met achttien tegen vijftien stemmen. Vogel werd tweede en Eberson kreeg geen enkele stem, omdat hij tegen de afspraken in geen onderdoorgang in het ontwerp had opgenomen.

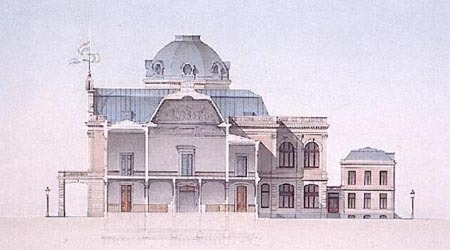
Ontwerp voor het Rijksmuseum van de Arnhemse architect L.H. Eberson; 1875.

De opdracht tot de bouw werd op 12 juli 1876 per koninklijk besluit verleend aan Cuypers. Met de bouw werd in januari 1877 begonnen. Het plan om het museum naar de toenmalige koning te vernoemen, had men toen al laten varen. De werkzaamheden voor het aanbrengen van de 8000 houten funderingspalen en de bijbehorende grondmetselwerken werden voor een bedrag van 197.500 gulden gegund aan het bedrijf van J. Schoonenburg en C.J. Maks uit Amsterdam. A. van Berkel uit Berlijn kreeg de opdracht om 8.400.000 bakstenen te leveren. Hij had ingetekend voor een bedrag van 187.225 gulden.
Ook deze keer had Cuypers meerdere ontwerpen ingediend. In zijn winnende ontwerp had Cuypers het gebouw een nationaal karakter gegeven of zoals hij dat in zijn eigen woorden schreef: "Nederlandse bouwvormen eigen aan eind XVIe en begin XVIIe eeuw (...) in overeenstemming met de kunstschatten die het moet bevatten." Van een ander ontwerp had hij alleen de omtrek getekend, waardoor er veel uitbreidingsmogelijkheden waren. De uitwerking ervan zou echter veel te duur worden. In zijn derde en laatste ontwerp, dat hij 'Fragment uit het begin van de XVIe eeuw' noemde, had hij een gevel getekend zonder pilasters, met geprofileerde bogen boven de vensters en met sgrafittodecoratie. Dit plan had zijn voorkeur. Voor dit ontwerp had hij ook de steun van Victor de Stuers, die hem op een kladje tips gaf om de minister van Binnenlandse Zaken te overtuigen.
De redenen werden uiteindelijk door Cuypers als volgt omschreven:

1. omdat deze vormen vooral het karakter dragen van de schoone overblijfselen onze Nederlandse bouwkunst, uit het begin der XVIe eeuw;
2. omdat die vormen meer konstruktief zijn;
3. omdat even veel sierlijkheid met mindere kosten kan verkregen worden;
4. omdat de uitvoering van het metsel- en steenhouwwerk eenvoudiger redelijker en daarom verkieselijk is en voor het onderhoud voordeeliger, aangezien hierbij, aan de buitenzijde het maken van pilasters met hunne basementen en kapiteelen niet gevergd wordt, de groote ontwikkeling der kroonlijsten overbodig is daardoor alleen reeds minstens 10% op metsel- en steenhouwwerk wordt bespaard.

—  Pierre Cuypers

De minister hapte toe. Veel zou het financieel niet uitmaken. De totale kosten kwamen ruim boven de begroting uit. Uiteindelijk kostte het hoofdgebouw 2,7 miljoen gulden.
Het bleef niet bij een wijziging van de stijl. Zo moest het soubassement verhoogd worden vanwege de hoogte van de bruggen aan de Singelgracht. Ook werd een deel van het gebouw ingericht voor de huisvesting van de Rijksschool voor Kunstnijverheid en de Rijksnormaalschool voor Tekenonderwijzers. De binnenplaatsen werden overdekt en er werd een bibliotheek (de Cuypersbibliotheek) aan de plannen toegevoegd.
Op 13 juli 1885 werd het museum officieel geopend, doch de werkzaamheden aan de buitenkant van het hoofdgebouw waren toen nog niet voltooid. Bij de oplevering was de grootste lengte 135,54 meter, de grootste breedte 33,64 meter en de hoogste torens hadden een lengte van 52,90 meter.

## Vorm en indeling
Het hoofdgebouw heeft de vorm van een rechthoek met een middenvleugel, die aan beide uiteinden begrensd wordt door twee torens. De middenvleugel wordt in de lengte doorkruist door een brede onderdoorgang. Verder bevinden zich aan beide zijden van de middenvleugel twee door drie vleugels omgeven binnenplaatsen met een bedekking van glas en gietijzer.
Vanwege de aanwezigheid van een passage in het midden was er geen monumentale ontvangsthal. Daarvoor in de plaats creëerde Cuypers een entréehal op de eerste verdieping, te bereiken via trappenhuizen in de belendende torens. Voor de opzet van deze voorhal was Alberdingk Thijm verantwoordelijk.
Het gebouw bestaat uit een souterrain, eerste verdieping en een tweede verdieping die over het gehele achtvormige gebouw doorlopen. De eerste verdieping is in een westelijke en oostelijk deel gesplitst door de passage. In de acht torens bevinden zich extra verdiepingen. De toren links van de hoofdingang is voorzien van een carillon. Onder de binnenplaatsen bevinden zich sinds 2013 ondergronds een auditorium, keuken en verbindingen met depotruimten. Het dak bestaat voor een groot deel uit glazen constructies om destijds een goede belichting mogelijk te maken met bovenlicht.

## Stijl
Het Rijksmuseum is een eclectisch gebouw. Cuypers kiest voor een vermenging van gotische met renaissancistische elementen. Het museum wordt grotendeels in baksteen uitgevoerd, hét bouwmateriaal van de Nederlanden. Het gebouw is bewust geen replica van een Hollands gebouw uit de zeventiende eeuw. Om het Rijksmuseum tot een gebouw te maken dat symbool staat voor heel Nederland kiest Cuypers voor een stijl waarin elementen uit de hele Nederlandse architectuurgeschiedenis samenkomen. Het plafond van het rijksmuseum is heel hoog, waardoor dit de indruk wekt dat de ruimtes nog veel groter zijn. Het is binnen in het gebouw ook zeer licht, dit is oorspronkelijk gemaakt om de details van de kunstwerken beter te kunnen zien.

## Ornamenten en decoratie
Aan de buitenkant bestaat het museumgebouw uit baksteen en het soubasement bevat uit België afkomstige grote blokken granite de Ourthe. De uitwendige beeldhouwwerken in de boogtrommels, evenals de vensterharnassen, zijn gemaakt van kalk- en zandsteen.
De ornamenten en decoraties werden allemaal ontworpen door Cuypers. Voor de uitwerking was een wedstrijd uitgeschreven. Winnaars waren Bart van Hove en François Vermeylen voor de beelden, Georg Sturm voor de wandschilderingen en de tegeltableaus en William F. Dixon voor de gebrandschilderde glas-in-loodramen.

### Ornamenten
Op de topgevel prijken de beelden Arbeid en Bezieling van Van Hove. Helemaal bovenin staat het beeld van de Romeinse godin Victoria van de hand van Vermeylen. Het werd gegoten door de Compagnie des Bronzes uit Brussel.
De topgevel, net als de twee belendende torens, bevatten friezen met de wapens van volgens Cuypers de meest kunstzinnige steden van het land en gedragen door herauten. Op de topgevel zelf zijn dat de wapens van Amsterdam, Haarlem, Leiden, 's-Gravenhage, Delft, Dordrecht, Rotterdam en Gouda. De toren in het westen, ook de vlaggentoren genoemd, bevat de wapens van steden uit het graafschap Zutphen en die uit het hertogdom Gelre: Nijmegen, Zutphen, Roermond en Arnhem en aan de westzijde die van Hoorn, Alkmaar, Middelburg en Zierikzee. Op de oostelijke toren, ook klokkentoren genoemd, staan de wapens van het Sticht en Oversticht: Groningen, Kampen, Zwolle, Deventer en Utrecht. De oostkant van deze toren bevat de wapens van 's-Hertogenbosch, Breda, Leeuwarden en Bolsward.

### Tegeltableaus
| Tegeltableaus aan de buitenkant van het museum met tegelteksten |  |  |  |  |  |
|                                                                 |  |  |  |  |  |
|                                                                 |  |  |  |  |  |

## Passage
Bij het ontwerp van het Rijksmuseum was een eis van de gemeente Amsterdam dat het gebouw als poort zou dienen voor een geplande villawijk ten zuiden van het gebouw. Oorspronkelijk was de doorgang, de Passage Rijksmuseum, voor alle verkeer geopend. Op een oude prent staat zelfs het idee ingetekend voor een paardentramverbinding over deze route, die er echter nooit gekomen is.
Vanaf 1931 mochten auto's er niet meer door vanwege door trillingen veroorzaakte mogelijke beschadigingen aan het gebouw en de kunstcollectie. De doorgang bleef alleen voor fietsers en voetgangers geopend. In de jaren tachtig waren er plannen om een trambaan door de Museumstraat aan te leggen maar dat ging niet door vanwege dezelfde zorgen voor beschadiging door trillingen.
Diverse museumdirecteuren hebben er sindsdien voor geijverd de Passage geheel af te sluiten en onderdeel van het museum te laten worden. Tijdens de grote renovatie van het Rijksmuseum tussen 2003 en 2013 was er veel discussie over het wel of niet heropenen van de straat voor fietsverkeer. Uiteindelijk werd de Museumstraat op 13 mei 2013 heropend voor fietsers.

## Instellingen
Bij de opening huisvestte het gebouw verschillende instellingen. Op de imposante tweede verdieping werd het Rijksmuseum van Schilderijen gevestigd, waarvan de directeur tevens de administratief beheerder van het gebouw werd. Andere instellingen waren het Nederlandsch Museum voor Geschiedenis en Kunst op de eerste verdieping, het Rijksprentenkabinet, beide met eigen directeuren en het Koninklijk Oudheidkundig Genootschap dat een eigen expositieruimte kreeg.
Op de derde verdieping van de oosttoren werd de Rijksnormaalschool voor Tekenonderwijzers gehuisvest en op de derde verdieping van de westtoren de Rijksschool voor Kunstnijverheid Amsterdam. De Rijksverzameling Gipsafgietsels van Beeldhouwwerken werd ondergebracht op de met glas overdekte westelijke binnenplaats, onder directie van de algemene hoofddirecteur.

## Verbouwingen

### 1906
De Nachtwachtuitbouw dateert oorspronkelijk uit 1906.

### Na 1922
De polychromie van het interieur werd vooral na 1922 rustiger gemaakt.

### Na 1945
Alle interieurdecoraties werden na de Tweede Wereldoorlog verwijderd, de terrazzovloeren werden bedekt met parket of linoleum en de beide binnenplaatsen dichtgebouwd. De westelijke binnenplaats werd in 1962 opgevuld met kunstnijverheid en beeldhouwkunst. Zeven jaar later werd in de oostelijke binnenplaats een inbouw gemaakt voor de geschiedenis van Nederland. De Nachtwachtzaal en Eregalerij werden in 1984 gerenoveerd. De Nachtwacht van Rembrandt werd op de oorspronkelijke plek teruggezet en de directe omgeving van het schilderij werd met kariatiden en kroonlijsten weer teruggebracht tot het origineel.

### 2003-2013
Mede door de toenemende bezoekersaantallen voldeed het museum eind twintigste eeuw niet meer aan de behoeften van een internationaal leidend museum. In 2003 werd een grote verbouwing gestart. Hoofdarchitecten waren Antonio Cruz en Antonio Ortiz, beiden uit Sevilla. In de loop der jaren was het museumgebouw vele malen verbouwd, waardoor van binnen een groot deel van het oorspronkelijke karakter verloren ging. Zo waren de meeste muurschilderingen en veel tegelwerk wit geschilderd. De restauratieopdracht was: "ontdoe het gebouw van latere toevoegingen en zorg er voor dat het weer één geheel wordt, herstel de heldere indeling van Cuypers". Veel oorspronkelijke elementen uit de tijd van Cuypers werden weer tevoorschijn gehaald en/of in oude staat hersteld of gereconstrueerd, waardoor het gebouw een deel van zijn oude glorie terugkreeg.
Het restaureren van de 70 schilderingen op doek van Georg Sturm was de taak van Stichting Restauratie Atelier Limburg (SRAL), in samenwerking met tientallen leerlingen van een mbo-school uit het Noord-Brabantse Boxtel en kleurspecialisten van Sikkens/AkzoNobel. De gebruikte verven werden op synthetische wijze bereid, maar moesten het kleurenpalet uit Cuypers' tijd weergeven, waarvoor prof. Anne van Grevenstein van de SRAL het onderzoek had verricht. Voor de muren werden vier tinten grijs gebruikt. Elke etage kreeg zijn eigen grijstint. De donkerste werd gebruikt in de eregalerij, de lichtste bij de werken uit de twintigste eeuw. Die in de eregalerij heet Noir de Vigne.
Door diverse vertragingen zou de verbouwing bijna tien jaar in beslag nemen. In eerste instantie diende de restauratie in 2008 te zijn afgerond. Het vernieuwde hoofdgebouw ging uiteindelijk op 13 april 2013 weer open. De kosten van de totale verbouwing, renovatie en vernieuwing bedroegen € 369,86 miljoen. Het Rijksmuseum droeg € 45 miljoen bij en werd daarin gesteund door Philips, ING en de BankGiro Loterij.

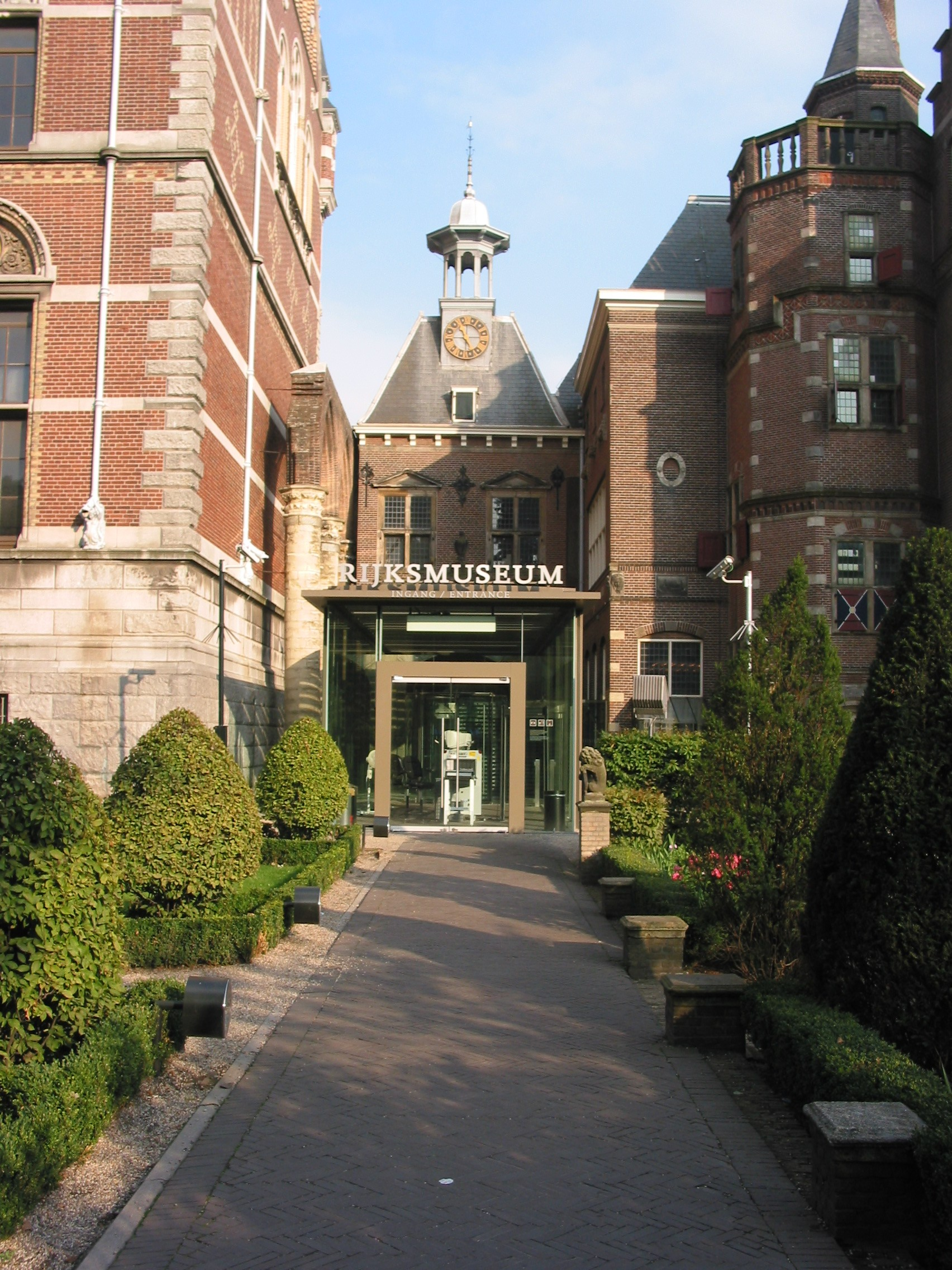
De ingang van de Philipsvleugel. Van 2003 tot 2013 was dit de toegang tot het museum.
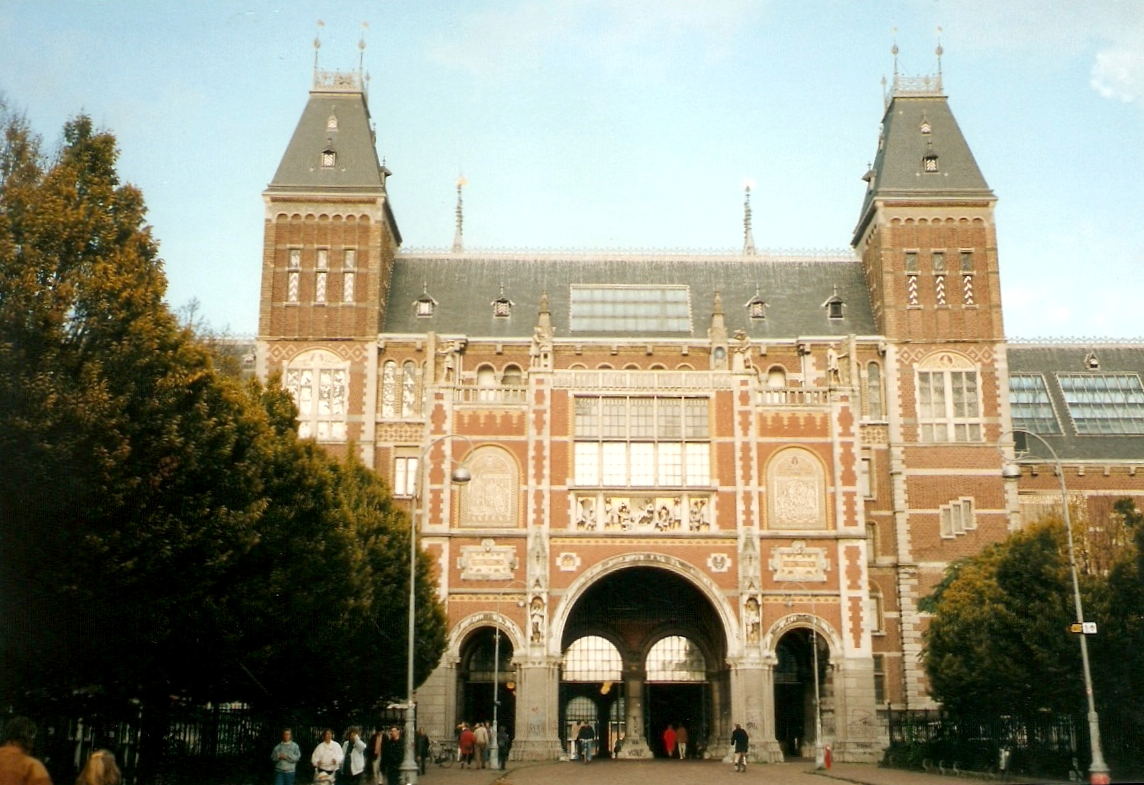
De zuidelijke entree tot de Museumstraat onder het museumgebouw door.
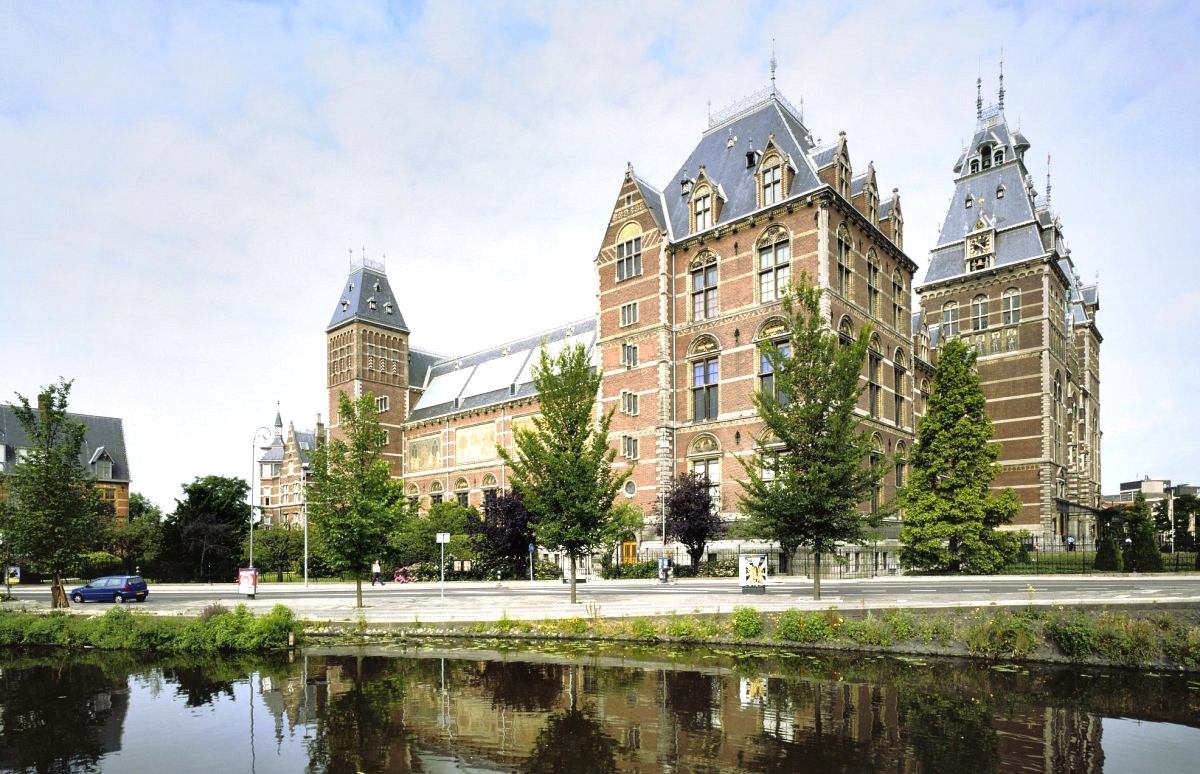
De oostgevel van het Rijksmuseum gezien vanaf de Boerenwetering.

## Bijgebouwen en tuin

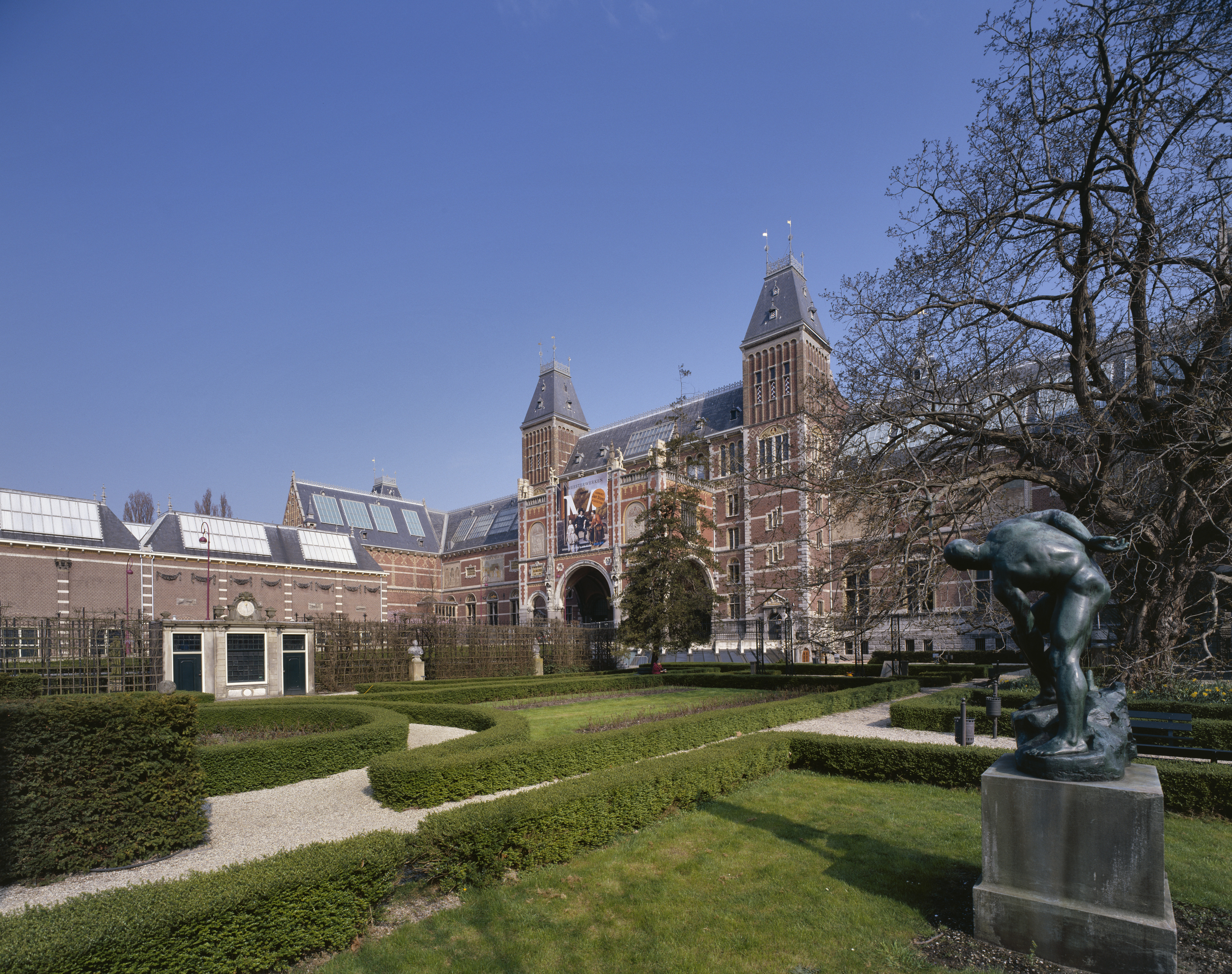
Een deel van de tuin

Aan de zuidzijde is een gebouwencomplex, verbonden met een gang, de zuidvleugel, nu bekend als de Philipsvleugel, vernoemd naar een van de sponsors. Het omvat het Fragmentengebouw en de in twee perioden gebouwde Druckeruitbouw uit 1909 en 1916. De vleugel is gelegen aan de Hobbemastraat bij de Jan Luijkenstraat.
De verbouwing van de zuidvleugel van het museum kwam in 1996 gereed. De vleugel was daarna in gebruik als tijdelijke museumruimte tijdens de grootscheepse verbouwing van het hoofdgebouw (2003-2013). De Nachtwacht was gedurende deze tijd in de Philipsvleugel te zien met de 17e-eeuwse topstukken van het museum. Tussen 2003 en 2013 ontving de Philipsvleugel 8,5 miljoen bezoekers. In 2013 opende het Aziatische paviljoen in de binnenplaats, ontworpen door Cruz y Ortiz. Vanaf 2013 werd de Philipsvleugel verbouwd voor tijdelijke tentoonstellingen en een café-restaurant. Op 1 november 2014 opende deze vleugel zijn deuren weer voor het publiek.
Naast het Rijksmuseumgebouw is de voormalige directeursvilla (1883) en de Teekenschool (1891) te vinden, eveneens ontworpen door Cuypers. De directeursvilla is tot 1945 in gebruik geweest als dienstwoning van de hoofddirecteur; tegenwoordig is het pand in gebruik door de conservatoren.
Rond het museum liggen de oorspronkelijk door Cuypers ontworpen Rijksmuseumtuinen, aangelegd tussen 1884 en 1916 en afgesloten met een smeedijzeren hekwerk.
Hoofdgebouw (Voorhal · Eregalerij · Nachtwachtzaal · Cuypersbibliotheek) ·
Philipsvleugel (Fragmentengebouw · Druckeruitbouw) ·
Teekenschool ·
tuin